# Надеждинка (Тамбовская область)
Наде́ждинка — деревня в Токарёвском районе Тамбовской области России. Входит в состав Полетаевского сельсовета.

## География
Деревня находится в юго-западной части Тамбовской области, в лесостепной зоне, в пределах Окско-Донской низменной равнины, на правом берегу реки Токай, на расстоянии примерно 26 километров (по прямой) к юго-западу от Токарёвки, административного центра района. Абсолютная высота — 148 метров над уровнем моря.

### Климат
Климат умеренно континентальный, относительно сухой, с холодной продолжительной зимой и тёплым летом. Средняя температура воздуха самого холодного месяца (января) — −11,5 — −10,5 °C (абсолютный минимум — −39 °C); самого тёплого месяца (июля) — 19,5 — 20,5 °C (абсолютный максимум — 40 °С). Продолжительность периода с положительной температурой выше 10 °C колеблется от 141 до 154 дней. Среднегодовое количество атмосферных осадков составляет 450—470 мм, из которых большая часть выпадает в тёплый период. Снежный покров держится в течение 135 дней.

### Часовой пояс
Деревня Надеждинка, как и вся Тамбовская область, находится в часовой зоне МСК (московское время). Смещение применяемого времени относительно UTC составляет +3:00.

## Население
| 2010 |
| ---- |
| 21   |

### Половой состав
По данным Всероссийской переписи населения 2010 года в гендерной структуре населения мужчины составляли 57,1 %, женщины — соответственно 42,9 %.

### Национальный состав
Согласно результатам переписи 2002 года, в национальной структуре населения русские составляли 100 % из 41 чел.

## Известные уроженцы
- Скатков, Василий Максимович (1918—1945), Герой Советского Союза (1945),